# Jobbágy Valér
Jobbágy Valér (Csokonyavisonta, 1947. február 16. –) magyar klarinétművész, karnagy, egyetemi tanár.

## Életpályája
1961–1965 között a Pécsi Művészeti Gimnázium klarinét szakán tanult. 1961–1965 között a Pécsi Székesegyház Ifjúsági Kórusát vezette. 1965–1970 között a Liszt Ferenc Zeneművészeti Főiskola karvezetői szakát végezte el. 1966–1972 között a Liszt Ferenc Zeneművészeti Főiskola klarinét művésztanár szakát is elvégezte. 1971–1974 között a debreceni Kodály Zoltán Zeneművészeti Szakközépiskola oktatója volt. 1973-ban Prof. Hans Swarowsky mesterkurzusán tanult. 1974–1976 között a Pécsi Művészeti Szakközépiskola tanára volt. 1975–1980 között a pécsi IH Kamarakórus vezetője volt. 1976–1986 között a Pécsi Tanárképző Főiskola illetve a Janus Pannonius Tudományegyetem oktatója volt. 1977–2007 között a Pécsi Tanárképző Főiskola Nőikara, később a Pécsi Tudományegyetem „Puellae” Női Kamarakórus vezetője volt. 1981-től vezeti a Szekszárdi Madrigálkórust. 1986–1996 között a szekszárdi Illyés Gyula Pedagógiai Főiskola tanára volt; 1988-től főiskolai tanári beosztásban. 1988-tól a Liszt Ferenc Zeneművészeti Egyetem oktatója, valamint a Pécsi Székesegyház Palestrina Kórusának vezetője. 1990–1996 között a pécsi Püspöki Énekiskola pedagógusa volt. 1996–2007 között a Pécsi Tudományegyetem Művészeti Karán tanított. 2005-ben DLA fokozatot szerzett a Liszt Ferenc Zeneművészeti Egyetemen.

## Díjai
- Szekszárd város “Közjóért” kitüntetése (2000)
- Liszt Ferenc-díj (2009)
- Pro Cultura Christiana-díj (2013)[4][5]
- Pro Urbe Szekszárd emlékplakett (2015)[6]
- Pro Communitate díj (2016)
- A Magyar Érdemrend lovagkeresztje (polgári tagozat) (2017)[7]